# Gotlandsdräkten

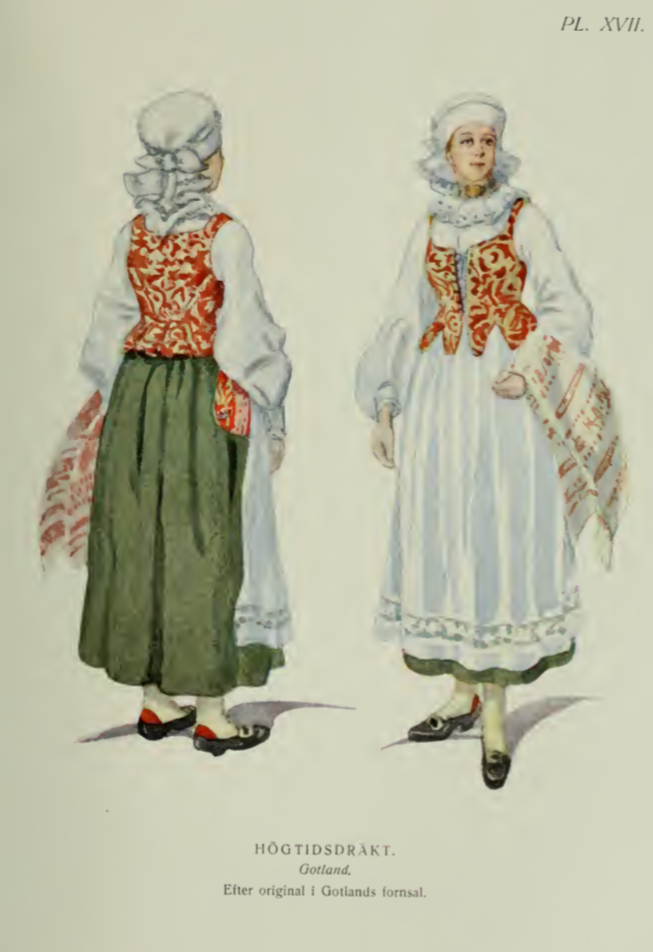
Kvinna i Gotlandsdräkt (högtidsdräkt)

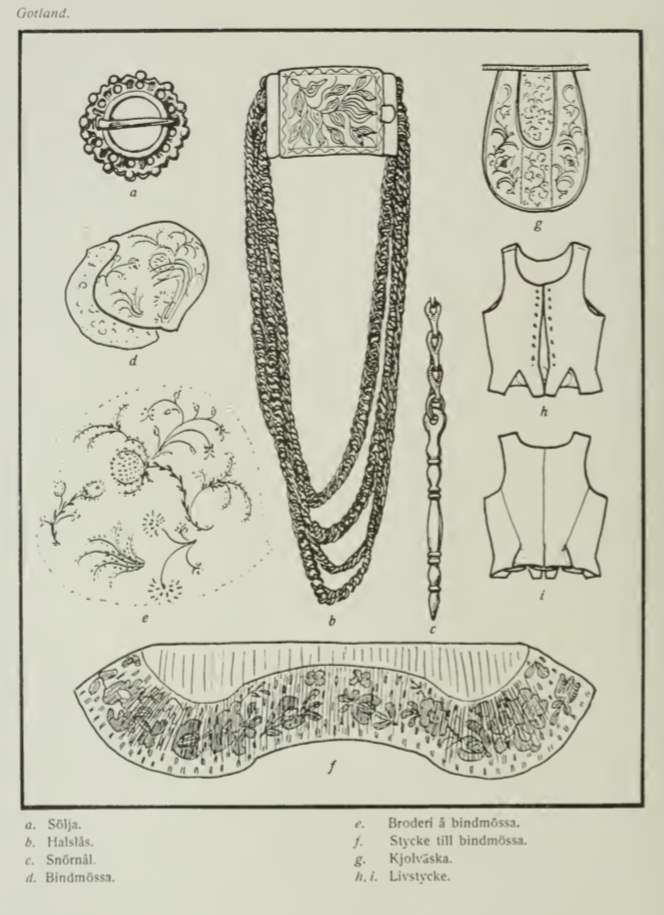
Ritning av kvinnlig Gotlandsdräkt (högtidsdräkt)

Gotlandsdräkten är en folkdräkt (eller bygdedräkt) från Gotland.
Ella Hellgren skapade efter flera resor och berättelser en gotländsk folkdräkt år 1915 vilket kom att bli den första kvinnliga Gotlandsdräkten som man idag känner till. Idag finns det fem olika Gotlandsdräkter.

## Kvinnlig högtidsdräkt
Till dräkten hör:
- klut -  vit och spetsprydd av linon, knuten i nacken. Kan utbytas mot bindmössa med stycke - under senare tider har denna tillhört den gifta kvinnans dräkt.
- överdel - av fint bomullstyg med rynkad trädd tyllspets runt halsen samt breda vecksydda ärmlinningar likaledes försedda med träffa tyllspetsar.
- livstycke - når ett stycke nedom midjan och är av röd, blommig ylledamast. Den kan även vara sidenbrokerad med röd bottenfärg. Det är försett snörhål samt snörkedja och snörnål av silver.
- kjol - röd eller grön i kläde eller vadmal.
- förkläde - vitt, med bred fåll och mellanspets eller förkläde av blommigt kattun.
- kjolväska - broderad av ylle eller siden.
- ullstrumpor - vita med röd hällapp samt lågskor med spännen
- smycken - ett så kallat halslås av silver med fyra halskedjor av samma metall.
- långsjal - liknande Ölandskvinnans täpa.